# Скары

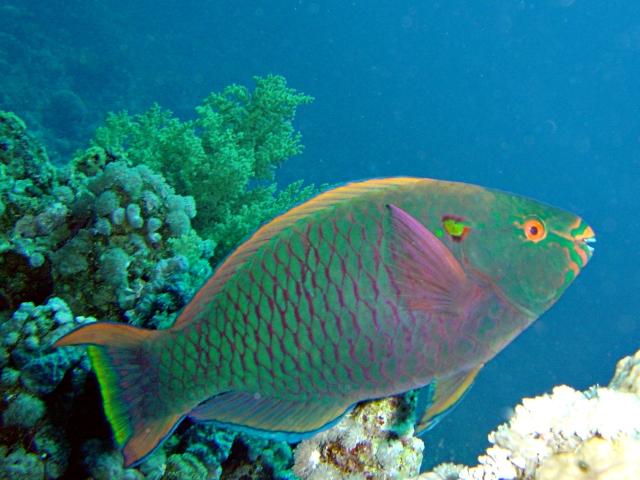
Тёмный скар (Scarus niger)

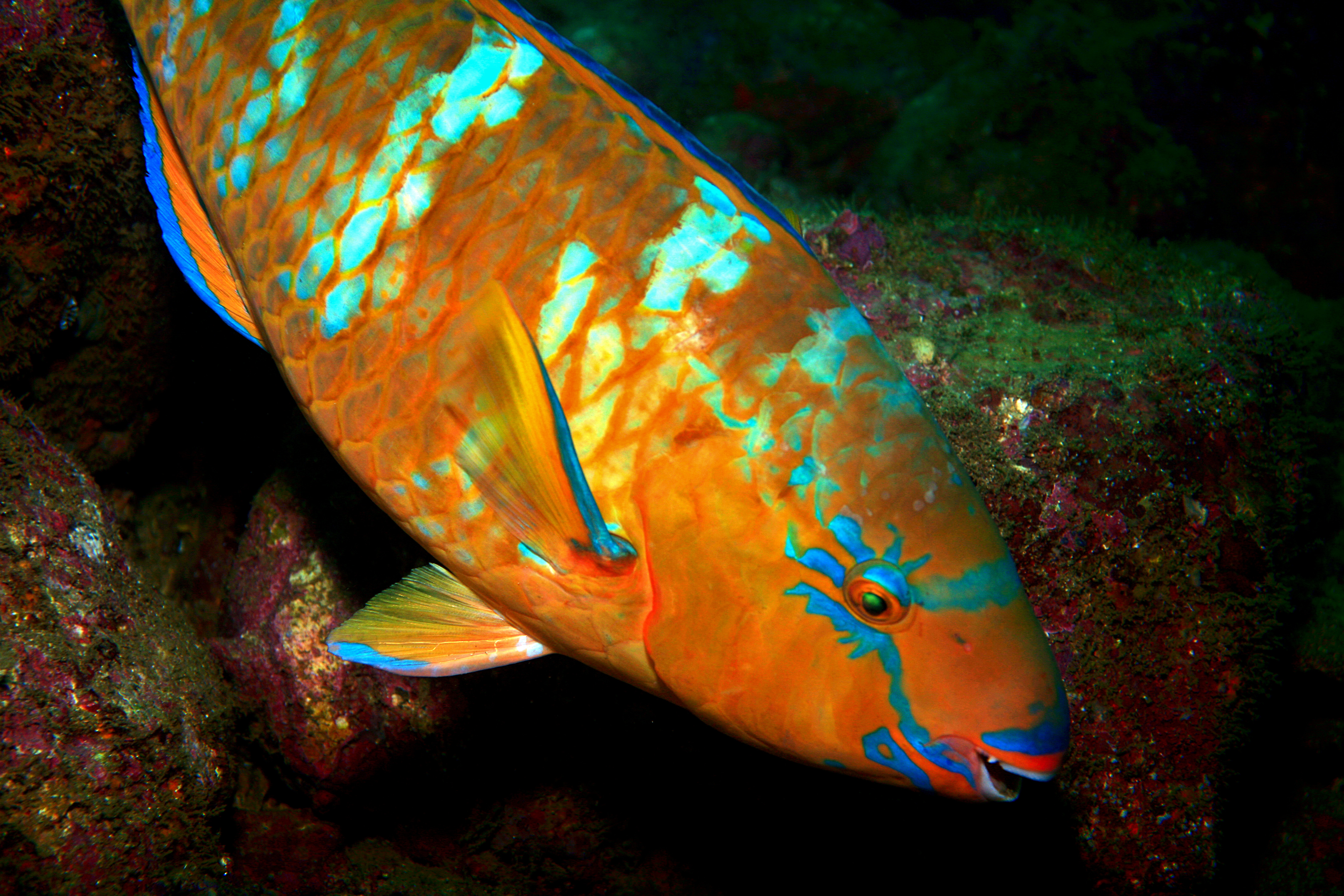

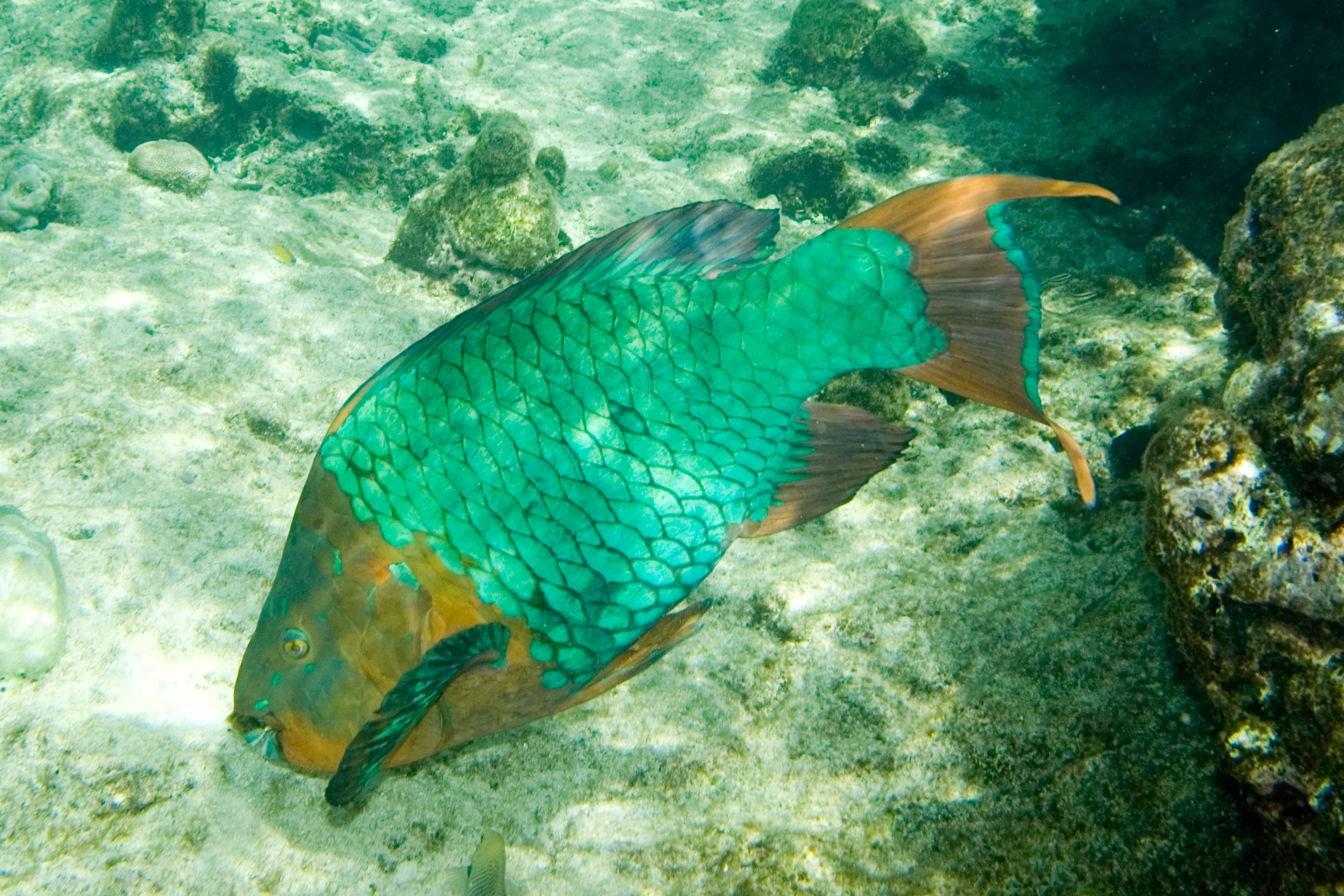

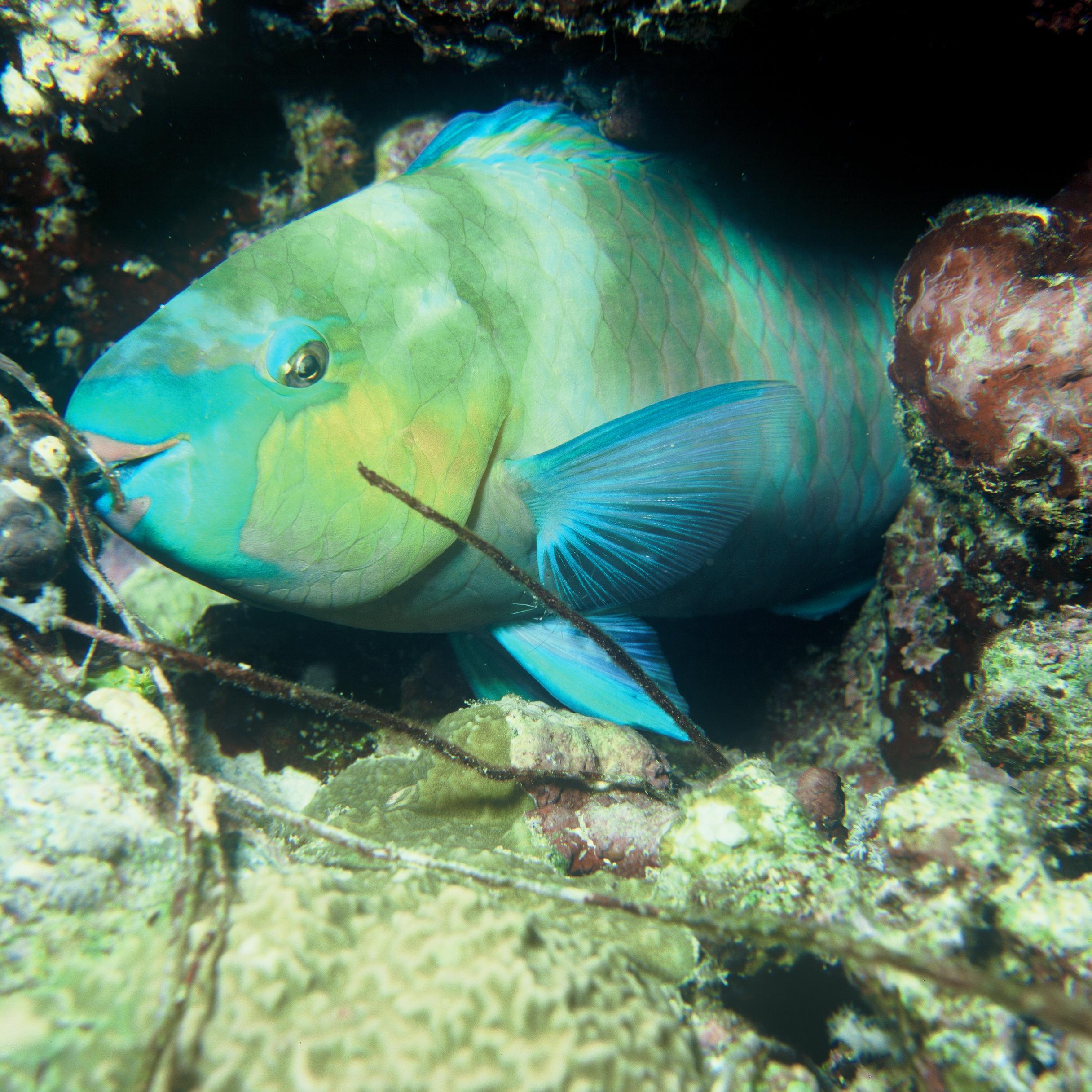

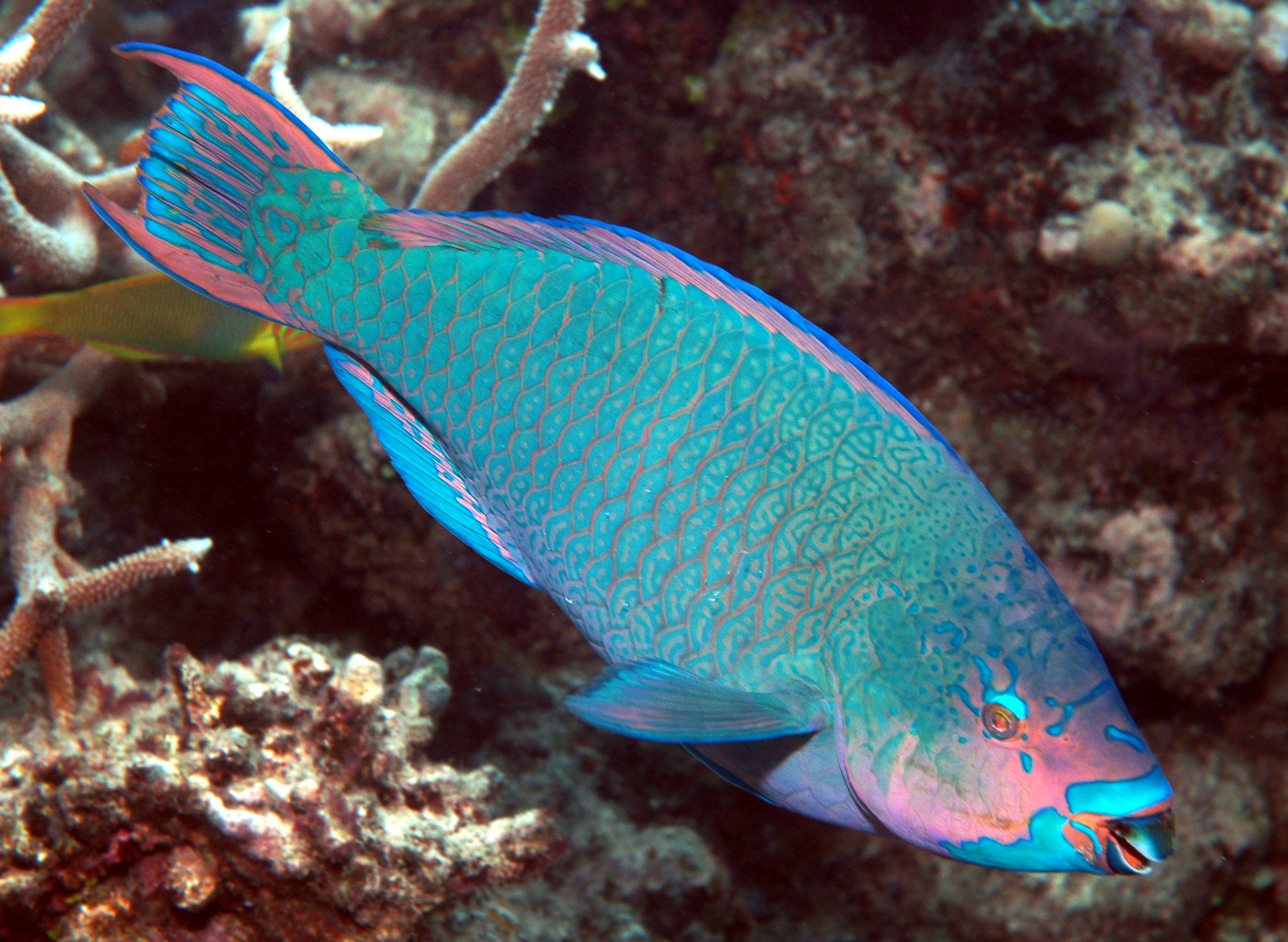

Скары (лат. Scarus) — род морских лучепёрых рыб из семейства рыб-попугаев (Scaridae). Большинство видов обитают на коралловых рифах Индо-Тихоокеанской области, несколько в тёплых водах восточной части Тихого и Атлантического океана. Общая длина тела от 19 см (S. maculipinna) до 1,2 м (S. coeruleus и S. guacamaia), но размеры большинства в пределах 30—70 см.

## Виды
В роде Scarus 52 вида:
- Scarus altipinnis
- Scarus arabicus
- Scarus caudofasciatus
- Scarus chameleon
- Scarus chinensis
- Scarus coelestinus
- Scarus coeruleus
- Scarus collana — Красноморский скар[1]
- Scarus compressus
- Scarus dimidiatus
- Scarus dubius
- Scarus falcipinnis
- Scarus ferrugineus
- Scarus festivus
- Scarus flavipectoralis
- Scarus forsteni
- Scarus frenatus — Шестиполосая рыба-попугай[4], или шестиполосый скар[1]
- Scarus fuscocaudalis
- Scarus fuscopurpureus
- Scarus ghobban — Скар-попугай[1], или желточешуйный скар[1]
- Scarus globiceps — Полосатобрюхий скар[1]
- Scarus gracilis
- Scarus guacamaia — Гуакамайя[5]
- Scarus hoefleri
- Scarus hypselopterus
- Scarus iseri
- Scarus koputea
- Scarus longipinnis
- Scarus maculipinna
- Scarus niger — Тёмный скар[1]
- Scarus obishime
- Scarus oviceps
- Scarus ovifrons
- Scarus perrico
- Scarus persicus
- Scarus prasiognathos — Сингапурская рыба-попугай[4]
- Scarus psittacus — Обыкновенная рыба-попугай[4]
- Scarus quoyi
- Scarus rivulatus
- Scarus rubroviolaceus
- Scarus russelii
- Scarus scaber
- Scarus schlegeli
- Scarus spinus
- Scarus taeniopterus
- Scarus tricolor
- Scarus trispinosus
- Scarus vetula
- Scarus viridifucatus
- Scarus xanthopleura
- Scarus zelindae
- Scarus zufar